# Яневский, Даниил Борисович
Дании́л Бори́сович Яне́вский (21 июня 1956, Черновцы) — советский и украинский историк, редактор, телеведущий, радиоведущий, заслуженный журналист Украины (2005), доктор исторических наук (2008).

## Биография
Даниил Борисович Яневский родился 21 июня 1956 года в городе Черновцы. В 1979 году окончил Черновицкий национальный университет имени Юрия Федьковича.
В 1988 году стал кандидатом исторических наук.
С 1996 по 2002 год работал на телеканале «1+1». Изначально — главный редактор информационной программы «Післямова». В 1997—1999 годах — продюсер утреннего вещания, автор и ведущий программы «Сніданок з 1+1». С 1999 по 2000 год — директор Телевизионной службы новостей, ведущий программы «Проти ночи». В течение двух сезонов, с 2000 по 2002 год, был ведущим украинской версии телеигры «Who Wants to Be a Millionaire?» — «Перший мільйон».
С 1999 года работал в Национальном университете «Киево-Могилянская академия». Там он организовал факультет журналистики и стал его деканом.
С 2004 по 2008 год работал на «5-м канале» ведущим. В 2008 году стал доктором исторических наук.
В 2010 году переехал на ПМЖ в США и 4 года работал на чикагском радио «UkieDrive». С 2013 по 2014 год работал ведущим на Громадском телевидении.

## Публикации
- Конституційні акти України. Невідомі Конституції України. — Київ: Абрис, 1992
- Політичні системи України 1917—1920 рр. Спроби творення і причини поразки. — Київ: Дух і літера, 2003
- Хроніка «помаранчевої революції». — Харків: Фоліо, 2005.
- Обличчя «помаранчевої революції». — Харків: Фоліо, 2005.
- Україна: від Незалежності до Свободи. — Харків: Фоліо, 2005. (Совместно с фотографом Ефремом Лукацким.)
- Загублена історія втраченої держави. — Харків: Фоліо, 2008.
- Проект «Україна»: таємниця Михайла Грушевського. — Харків: Фоліо, 2009.
- Проект «Україна»: спроба Павла Скоропадського. — Харків: Фоліо, 2010.
- Проект «Україна»: крах Симона Петлюри. — Харків: Фоліо, 2010.
- Масони, націонал-соціалісти і київський політикум в 1917 р.: геополітичний контекст.
- Проект «Україна»: Грушевський. Скоропадський. Петлюра". — Харків: Фоліо, 2012.
- Проект «Україна»: жертва УПА, місія Романа Шухевича". — Харків: Фоліо, 2012.
- Проект «Україна»: 30 червня 1941 року, акція Ярослава Стецька. — Харків: Фоліо, 2013.
- Проект «Україна»: Відомі історії нашої держави. — Харків: Фоліо, 2014.
- Проект «Україна»: Відомі історії нашої держави. Продовження. — Харків: Фоліо, 2015.
- Роман Шухевич. — Харків: Фоліо, 2015.

## Фильмография
- «Апельсинова долька. Брестський мир 1918 г.»